# Arcuatula perfragilis
Arcuatula perfragilis is een tweekleppigensoort uit de familie van de Mytilidae. De wetenschappelijke naam van de soort is voor het eerst geldig gepubliceerd in 1857 door Dunker.